# Scymnus abietis
Scymnus abietis es una especie de escarabajo del género Scymnus, familia Coccinellidae. Fue descrita científicamente por Paykull en 1798.
Se distribuye por Austria, Suecia, Alemania, Noruega, Países Bajos, Finlandia, Bélgica, Estonia, Francia, Polonia, Rusia, Suiza, Checa, España, Mongolia, Luxemburgo y Rumania. Mide 2-3 milímetros de longitud. Se encuentra en abetos y coníferas.

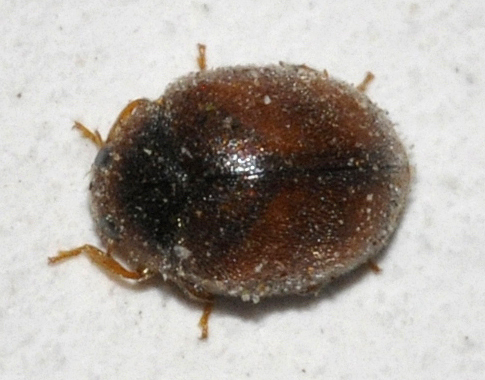
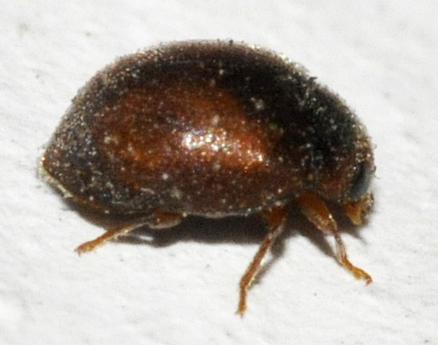
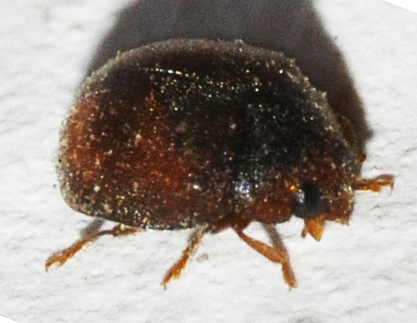